# Opius intermissus
Opius intermissus är en stekelart som beskrevs av Fischer 1964. Opius intermissus ingår i släktet Opius och familjen bracksteklar. Inga underarter finns listade i Catalogue of Life.